# Víctor García Raja
Víctor García Raja (Valencia, 16 de septiembre de 1997) es un futbolista español que juega en la posición de centrocampista en las filas del Levante U. D. de la Primera División de España.

## Trayectoria
Natural de Xeraco (Valencia), es un extremo formado en las categorías inferiores del CF Torre Levante valenciano, en el que jugó en categoría juvenil y no tardaría en estrenarse en Tercera División y en categorías inferiores la selección valenciana. En 2018 firmó por el Real Club Deportivo Fabril.
El 12 de septiembre de 2018 Natxo González le hizo debutar con el primer equipo en Copa del Rey frente al Real Zaragoza. El año futbolístico acabó con el descenso del Fabril a Tercera pese a los 7 goles marcados, y el jugador fue firmado por el Real Valladolid para jugar en su filial de Segunda División B.
El 7 de julio de 2020 debutó con el primer equipo del Real Valladolid en un encuentro que el equipo vallisoletano perdería por dos goles a uno frente al Valencia C. F. en el Estadio de Mestalla. En este partido marcó el gol que en esos momentos suponía el empate a uno en el marcador.
El 15 de agosto del mismo año fue cedido al Centre d'Esports Sabadell Futbol Club por una temporada tras haber renovado hasta 2023. Al año siguiente regresó al Real Valladolid C. F., que le permitió volver al R. C. Deportivo de La Coruña para jugar, también cedido, la temporada 2021-22.
El 16 de agosto de 2022 rescindió contrato con el equipo pucelano y el mismo día firmó por una temporada por la A. D. Alcorcón. Esa campaña lograron el ascenso a la Segunda División y siguió otro año antes de marcharse en junio de 2024 al C. D. Eldense. Con este equipo disputó 43 partidos, en los que marcó cuatro goles, y en julio de 2025 se incorporó al Levante U. D.

## Clubes
Actualizado al final de la temporada 2024-25.
| Club                                  | País          | Año           | Partidos | Goles |
| ------------------------------------- | ------------- | ------------- | -------- | ----- |
| C. F. Torre Levante                   | España        | 2016-2018     |          |       |
| R. C. Deportivo de La Coruña          | España        | 2018          | 1        | 0     |
| R. C. Deportivo Fabril                | España        | 2018-2019     | 36       | 7     |
| Real Valladolid C. F. Promesas        | España        | 2019-2020     | 27       | 4     |
| Real Valladolid C. F.                 | España        | 2020-2022     | 2        | 1     |
| C. E. Sabadell F. C. (cedido)         | España        | 2020-2021     | 36       | 0     |
| R. C. Deportivo de La Coruña (cedido) | España        | 2021-2022     | 15       | 0     |
| A. D. Alcorcón                        | España        | 2022-2024     | 79       | 4     |
| C. D. Eldense                         | España        | 2024-2025     | 43       | 4     |
| Levante U. D.                         | España        | 2025-act.     |          |       |
| Total carrera                         | Total carrera | Total carrera | 239      | 20    |